# Специално обжалване
Специалното обжалване (на португалски: Recurso Especial – REesp) в Бразилия представлява конституционен процедурен инструмент, чрез който се оспорва съдебно решение, произнесено от първа или по-висша съдебна инстанция, когато оспорваното решение противоречи на федералното законодателство. Специалното обжалване е процедура, която се провежда пред Висшия съд на Бразилия и често се използва като инструмент за харманозиране на юриспруденцията, който уеднаквява начина, по който различните съдилища интерпретират едни и същи законови разпоредби.

## Хипотези
Според член 105-III от Конституцията на Бразилия дадено съдебно решение може да бъде подложено на специално обжалване пред Висшия съд само ако за обжалваното решение е валидна една от следните хипотези:
1. противоречи на разпоредбите на федерален закон или международен договор, или ги обявява за неприложими;
2. обявява за валидни актове на местната власт, оспорени в светлината на федерален закон;
3. когато интерпретира федерален закон по начин, различаващ се от начина, по който той се интерпретира от други съдилища.

На специално обжалване могат да бъдат подлагани само решения, които са произнесени от Регионалните федерални съдилища, апелативните щатски съдилища или от Апелативния съд на Федералния окръг, без оглед на това дали обжалваното решение е произнесено по въпрос, по който въпросните съдилища се произнасят като първа или като апелативна инстанция.

## Характеристики
Специалното обжалване има няколко важни характеристики:
1. то се отнася направо до Висшия съд, прескачайки другите възможности за обжалване, без да ги изчерпва;
2. неговото предназначение е преди всичко запазване на правовия ред, а не решаване на частен спор между две страни, нито защитата на правата на обжалващата страна; въпреки че загубилата страна може да бъде удовлетворена от решението на специалното обжалване, фактът, че обжалваното решение не удовлетворява загубилата страна, не е критерий за допустимост на обжалването ѝ до разглеждане по същество;
3. страните не са длъжни да представят материални доказателства при разглеждане на специалното обжалване;
4. за да бъде разгледано по същество от Висшия съд, специалното обжалване трябва да е препратено до него със специално съдебно постановление, издадено от инстанцията, чието решение се обжалва, след което да бъде одобрено като допустимо от Висшия съд;
5. въпреки че една от страните в делото внася специално обжалване на решението, обжалваното решение все още подлежи на незабавно изпълнение т.е. обжалването не спира изпълнението;
6. решението, подложено на специално обжалване пред Висшия съд, може да бъде обжалвано едновременно и пред друг съд, доколкото то може да касае различни въпроси, поради което крайният срок за обжалване изтича петнадесет дни след произнасянето на решението, което ще се обжалва.

Не се допуска специално обжалване на решения по дела, с които се осъществява дифузен конституционен контрол, или когато чрез обжалването се цели да се демонстрира противоречие между съдебното решение, от една страна, и конституцията или инфраконституционен закон, от друга страна. В тези случаи решението, което се обжалва, става обект на друга процедура, наречена Извънредно обжалване.
Общо изискване, за да бъде обявена за допустима молбата за специално обжалване на дадено съдебно решение, е въззивната жалба ясно да посочи кои закони или законови разпоредби нарушава обжалваното решение и какви са последствията върху общия правов ред от това нарушение. Ако искането за специално обжалване се основава на различно тълкуване и прилагане на закона, то трябва ясно да демонстрира наличието на такова противоречие в съдебната практика, като посочи различни съдебни решения по сходни въпроси, в които едни и същи правни норми се тълкуват и прилагат по начин, различен от начина, по който го прави обжалваното решение.
Решенията, с които Висшия съд се произнася по специалните обжалвания, са валидни само по отношение на страните в делото. Въпреки това решението на Висшия съд не спира изпълнението на решението, което се обжалва. При извънредни обстоятелства обжалващата страна може да поиска от съда да се произнесе по обжалването с решение, което да има преустановяващ ефект спрямо обжалваното решение.